# مسبكة فولكان
مسبكة فولكان المحدودة بالإنجليزية:Vulcan Foundry)، مسبكة فولكانو المحدودة، كانت بانية قاطرات تقع في نيوتين-لي-ويلوس، لانشير.

## التاريخ
إفتتحت مسبكة فولكانو عام 1832 باسم شركة تشالرز تايلور، لإنتاج قضبان الجسور، والتحويلات والمعابر الخاصة بالقطارات وأعمال الصلب الأخرى نتيجة افتتاح سكة ليفربول ومانشستر. بسبب بعد المسافة عن أشغال نيوكاسل-أبون-تاين، بدا من الأفضل أن يكون البناء والدعم محلياً. في 1832 أصبح روبرت ستيفن صن شريكاً لعدة سنوات. أصبح اسم الشركة مسبكة فولكان في عام 1847 وأصبحت ذات مسؤولية محدودة عام 1864. من بداية عام 1898 تغير الاسم مرة أخرى ل مسبكة فولكان المحدودة بإسقاط كلمة «شركة».

### فولكان هولت
إمتلك الموقع محطة سكة خاصة به وهي فولكان هولت، مكان خط سكة وارينغتون نيوتن حتى وارينغتن بانك كواي السابق.